# 더블 드래곤 III: 더 로제타 스톤
더블 드래곤 3: 더 로제타 스톤(Double Dragon 3: The Rosetta Stone, 일본어: ダブルドラゴン3 ザ・ロゼッタストーン)은 1990년 테크노스 저팬이 제작한 횡스크롤 진행형 격투 아케이드 게임이다. 더블 드래곤 시리즈 중 3번째 아케이드 게임이다. 시리즈의 전작 2편과 달리 더블 드래곤 3는 테크노스가 내부적으로 개발한 것은 아니며 이스트 테크놀로지와의 계약을 통해 개발되었기에 게임의 겉모습과 플레이는 전작들과 다른 모습을 보인다.

## 평가
| 평론 점수 평론사 점수 아미가 Arcade ZX 크래시 70% [ 1 ] CVG 81% [ 2 ] 83% [ 3 ] 싱클레어 유저 93% [ 4 ] 유어 싱클레어 88% [ 5 ] |        |        |      |
| 평론 점수 |        |        |      |
| 평론사 | 점수   | 점수   | 점수 |
| 평론사 | 아미가 | Arcade | ZX   |
| 크래시 |        |        | 70%  |
| CVG | 81%    | 83%    |      |
| 싱클레어 유저 |        |        | 93%  |
| 유어 싱클레어 |        |        | 88%  |